# Розен, Ганс Фридрихович
Барон Ганс Фри́дрихович Ро́зен (30 сентября 1870 — 10 октября 1945) — остзейский помещик, член III Государственной думы от Лифляндской губернии, член Государственного совета по выборам.

## Биография
Лютеранин. Из потомственных дворян Лифляндской губернии. Землевладелец (родовое имение в 7000 десятин при замке Гросс-Рооп).
В 1888 году окончил гимназию императора Александра II в Биркенруэ. Затем слушал лекции в Берлинском, Юрьевском и Галльском университетах, получив от последнего степень доктора философии в 1893 году.
Вернувшись в Россию, поселился в своем имении, где занялся хозяйством и общественной деятельностью. В 1899—1909 годах избирался депутатом Лифляндского губернского дворянского собрания по Рижскому и Вольмарскому уездам. Был членом Балтийской конституционно-монархической партии и Союза 17 октября.
В 1907 году был избран в члены III Государственной думы съездом землевладельцев Лифляндской губернии. Входил во фракцию октябристов. Состоял секретарем комиссии по вероисповедным вопросам, а также членом комиссий: земельной и по исполнению государственной росписи доходов и расходов.
Состоял ландратом лифляндского дворянства (в 1911—1912 и в 1914—1920 годах). С 1912 года был ответственным агентом английского акционерного «Северо-Уральского горного общества».
10 октября 1912 года избран членом Государственного совета от съезда землевладельцев Лифляндской губернии. Входил в группу центра. В 1912—1915 годах участвовал в съездах Объединенного дворянства в качестве уполномоченного лифляндского дворянства, входил Постоянный совет организации. В 1915 году выбыл из состава Госсовета за окончанием срока полномочий.
Судьба в межвоенный период неизвестна. В 1939 году переехал в Германию. Умер в 1945 году в Шверине.

## Семья
15 августа 1898 года женился на Иоганне (Дженни) Антонине Катарине фон-Фитингоф-Шеел (20 июня 1871, Kroppenhof — 26 апреля 1915, Рига), имел четверых детей.
Правнук — посол ФРГ в России в 2014-2019 гг. Рюдигер фон Фрич.